# Československá basketbalová liga 1983/1984
1. basketbalová liga 1983/1984 byla v Československu nejvyšší ligovou basketbalovou soutěží mužů, v ročníku 1. ligy hrálo 10 družstev. RH Pardubice získal titul mistra Československa, NHKG Ostrava skončila na 2. místě a Dukla Olomouc na 3. místě. 
V lize oba nováčci se zachránili - Slavia SVŠT Bratislava skončila na 8. místě, Sparta Praha na 9. místě. Do kvalifikace s vítězi národních lig sestoupilo družstvo na 10. místě - Chemosvit Svit, z kvalifikace se vrátilo zpět do příštího ročníku ligy.
Konečné pořadí:
1. RH Pardubice (mistr Československa 1984) - 2. NHKG Ostrava - 3. Dukla Olomouc - 4. Zbrojovka Brno - 5. Slávia VŠD Žilina - 6. VŠ Praha - 7. Inter Bratislava  - 8. Slavia SVŠT Bratislava - 9. Sparta ČKD Praha -  účast v kvalifikaci o 1. ligu: 10. Chemosvit Svit

## Systém soutěže
Všech deset družstev hrálo dvoukolově každý s každým (zápasy doma - venku), každé družstvo odehrálo 18 zápasů. Po základní části sa družstva rozdělila na tři skupiny. První 4 družstva hrála podle pořadí dva turnaje a následovalo play-off na dva vítězné zápasy. Podle pořadí další dvě trojice družstev v jejich místě uspořádaly turnaje.  Poslední tým tabulky (10. místo) hrál kvalifikaci s vítězi národních lig.

## Tabulka základní část 1983/1984
| Poř. | Tým                    | Z  | V  | P  | Skóre     | Body | Koneč. pořadí |
| ---- | ---------------------- | -- | -- | -- | --------- | ---- | ------------- |
| 1.   | Zbrojovka Brno         | 24 | 16 | 8  | 2115:2036 | 40   | 4. místo      |
| 2.   | NHKG Ostrava           | 24 | 16 | 8  | 2152:2114 | 40   | 3. místo      |
| 3.   | Dukla Olomouc          | 24 | 14 | 10 | 2015:1957 | 38   | 2. místo      |
| 4.   | RH Pardubice           | 24 | 13 | 11 | 2081:2011 | 37   | 1. místo      |
|      |                        |    |    |    |           |      |               |
| 5.   | Slávia VŠD Žilina      | 24 | 13 | 11 | 2102:2088 | 37   |               |
| 6.   | VŠ Praha               | 24 | 11 | 13 | 2116:2045 | 35   |               |
| 7.   | Inter Bratislava       | 24 | 9  | 15 | 2123:2240 | 33   |               |
|      |                        |    |    |    |           |      |               |
| 8.   | Slavia SVŠT Bratislava | 24 | 10 | 14 | 2028:2052 | 34   |               |
| 9.   | Sparta Praha           | 24 | 10 | 14 | 2071:1988 | 34   |               |
| 10.  | Chemosvit Svit         | 24 | 8  | 16 | 1937:2109 | 32   |               |

## Play off 1983/1984
- Semifinále: 
  - Zbrojovka Brno - RH Pardubice 0:2 (71:82, 77:98)
  - NHKG Ostrava - Dukla Olomouc 2:1 (73:75, 83:82, 70:63)
- o 3. místo: Zbrojovka Brno - Dukla Olomouc 1:2 (87:68, 71:80, 88:92)
- Finále: NHKG Ostrava - RH Pardubice 1:2 (74:71, 51:63, 88:101)

## Sestavy (hráči, trenéři) 1983/1984
- RH Pardubice: Stanislav Kropilák, Jaroslav Kantůrek, Miloš Kulich, Ladislav Rous, Kristiník, Voltner, Zuzánek, Burgr, Vaněček, Kůrka, Faltýnek, Zikuda, Kolář, Macela. Trenér Luboš Bulušek
- NHKG Ostrava:  Zdeněk Böhm, Gerald Dietl, Stanislav Votroubek, Martin Brázda, Cieslar, Kocian, Pršala, Wrobel, Šplíchal, Čmolík, Čegan, J. Böhm. Trenér Zdeněk Hummel
- Dukla Olomouc: Vlastimil Havlík, Vojtěch Petr, Igor Vraniak, Dušan Žáček, Josef Šťastný, Lauermann, S. Petr, Váňa, V. Krejčí, Kofroň, Urban, Žídek, Halamásek, Marciš. Trenér V. Dzurilla
- Zbrojovka Brno: Kamil Brabenec, Jiří Okáč, Jiří Jandák, Leoš Krejčí, Josef Nečas, Jan Bobrovský, M.Svoboda, Jimramovský, Kubrický,Martin Hanáček, Žmolík, Pich, Zych, Slobodník, Zábrž. Trenér Zdeněk Bobrovský.
- Slávia VŠD Žilina: Jaroslav Beránek, Jaroslav Kraus, Jozef Michalko, Josef Hájek, L. Hrnčiar, Kurčík, M. Hrnčiar, Jonáš, Konečný, Vilner, Kňaze, Galatík, Szabo. Trenér B. Iljaško
- VŠ Praha:  Jaroslav Skála, Juraj Žuffa, Vladimír Ptáček, Jiří Šťastný, Bříza, Štybnar, Hanzlík, Matušů, Beneš, Zlotíř, Štrobach, Krbec. Trenér Jaroslav Šíp
- Internacionál Slovnaft  Bratislava: Peter Rajniak, Vladimír Padrta, Pavol Bojanovský, Justin Sedlák, P. Jančura, Žákovec, T. Michalík, Pochabá, Kevenský, Kratochvíl, Kopšo, Koreň, Longauer, Ďurček, Procházka, Bobrík. Trenér Miroslav Rehák
- Slavia SVŠT Bratislava: Oto Matický, Dušan Lukášik, Stopka, Halahija, Orgler, Hagara, Hajduk, Jašš, Prokopčák, Vanek, Uberal, Vaškovič, Krátky . Trenér J. Meszároš
- Sparta Praha: Zdeněk Douša, Vladimír Vyoral, Libor Vyoral, Adolf Bláha, Michal Ježdík, Lubomír Lipold, Jiří Brůha, Lukáš Rob, Petr Řihák, Pavel Volf, R. Daneš, M. Bakajsa, Martin Mandel, M. Michálek. Trenér Vladimír Mandel
- Chemosvit Svit:  Miloš Pažický, Varga, Majerčák, Míčka, E.Tallo, Steinhauser, Ivan, Vraniak, Seman, Miklóšik, Žudel, Kmetóny. Trenér Rudolf Vraniak

## Zajímavosti
- Inter Bratislava  v Poháru evropských mistrů 1983/84 hrál 2 zápasy (0-2 163-180) vyřazen v 1. kole od  KS Partizani Tirana, Albánie (83-91, 80-89).
- RH Pardubice  v Poháru vítězů pohárů 1983/84 hrál 10 zápasů (4-6, 843-921), skončil na 4. místě ve čtvrtfinálové skupině B (2-4 480-579): US Scavolini Victoria Libertas Pesaro, Itálie (104-102, 75-98), Real Madrid (67-93, 62-113), Panathinaikos BC Athény, Řecko (94-82, 78-91).
- Vítězem ankety Basketbalista roku 1983 byl Stanislav Kropilák.
- „All Stars“ československé basketbalové ligy - nejlepší pětka hráčů basketbalové sezóny 1983/84: Zdeněk Böhm, Stanislav Kropilák, Jaroslav Skála, Vlastimil Havlík, Kamil Brabenec.